# Vorchdorf
Vorchdorf är en köpingskommun i distriktet Gmunden i förbundslandet Oberösterreich i Österrike. Kommunen har 7 769 invånare (2024).